# 名馬物語
『名馬物語』（めいばものがたり）は、関西テレビ他で放送されていたテレビ番組。

## 構成
日本中央競馬会に所属し、顕著な成績を残したか、ファンの記憶に残る競走馬にスポットを当て、関西テレビが保管していたレースビデオ・フィルムをもとに、戦績や当時のエピソードなどを織り交ぜて放送していた。
監修は杉本清。コメンテーターとしても出演した。

## 第1シリーズ
1992年（平成4年）3月から同年12月にかけて、全37回が放送された。昭和から平成にかけて活躍した馬を取り上げていた。ナレーターは石巻ゆうすけ（当時関西テレビアナウンサー）。BGMにはジャズの名曲を使用していた。
毎週原則として1頭の馬を取り上げていたが、2頭を取り上げた回もある。トウショウボーイについては、放送後の1992年9月18日に蹄葉炎の悪化によって安楽死の措置が執られたため、追悼番組として新たに編集した上で放送された。
本シリーズ中、23回分がポニーキャニオンから発売されたビデオに収録された。

### 第1シリーズで取り上げられた馬
- テンポイント
- シンザン
- キーストン
- ハイセイコー
- トウメイ
- ヒカルイマイ
- タニノムーティエとアローエクスプレス
- タイテエム
- カブトシロー
- カブラヤオーとテスコガビー
- キタノカチドキ
- イットー
- タケシバオー
- タニノチカラ
- トウショウボーイ
- エリモジョージ
- メジロラモーヌ
- ミスターシービー
- ミホシンザン
- スピードシンボリ
- カツラノハイセイコ
- ハマノパレード
- グリーングラス
- ハギノトップレディ
- トウショウボーイ追悼
- ニッポーテイオー
- ニホンピロウイナー
- ヤエノムテキ
- アンバーシャダイ
- インターグロリア
- ハッピープログレス
- カツラギエース
- モンテプリンス
- ホウヨウボーイ
- グランドマーチス
- サクラショウリ
- シンボリルドルフ

## 第2シリーズ
1996年（平成8年）10月から同年12月にかけて、全12回が放送された。このシリーズでは、昭和末期から平成の時代に活躍した馬を取り上げていた。ナレーターは豊田康雄（関西テレビアナウンサー）。
本シリーズで取り上げられた馬は、第1シリーズと同様にポニーキャニオンから発売されたビデオに収録された。

### 第2シリーズで取り上げられた馬
- オグリキャップ
- タマモクロス
- ビワハヤヒデ
- メジロマックイーン
- ミホノブルボン
- トウカイテイオー
- ノースフライト
- レガシーワールド
- メジロライアン
- メジロパーマー
- ライスシャワー
- ナリタブライアン

## スタッフ

### 第1シリーズ
- 企画：谷口泰規
- 制作協力：東通企画
- 制作：関西テレビスポーツ部競馬班
- 制作著作：関西テレビ放送

### 第2シリーズ
- ディレクター：生垣晃、圡田秀明
- 監修：杉本清
- ナレーション：豊田康雄（関西テレビアナウンサー）
- 制作：関西テレビスポーツ部競馬班
- 制作著作：関西テレビ放送